# Substack
Substack is een Amerikaans platform dat de online-infrastructuur levert voor de analyse en ontwerp, publicatie en eventuele betaling van essays en nieuwsbrieven. Via Substack kunnen auteurs digitale nieuwsbrieven rechtstreeks naar abonnees sturen. Het platform is opgericht in 2017, en heeft zijn hoofdkantoor in San Francisco, Californië. In 2019 werd ondersteuning toegevoegd voor podcasts en discussieforums onder nieuwsbriefabonnees.
Substack-gebruikers variëren van journalisten tot experts en grote mediasites. Enkele bekende gebruikers zijn of waren onderzoeksjournalisten Glenn Greenwald en Seymour Hersh, journaliste Bari Weiss, schrijvers Chuck Palahniuk en Salman Rushdie, cultuurcriticus Anne Helen Petersen, muziekjournalist Robert Christgau en voedingsjournalist Alison Roman. Maar ook controversiële figuren als Steve Bannon, Joe Rogan of Joseph Mercola gebruikten het medium, waarvoor Substack trouwens felle kritiek oogstte. Het bedrijf ziet echter geen heil in nog meer internetcensuur.